# Длинномордый тюлень
Длинномо́рдый тюле́нь, или горбоно́сый тюлень, или се́рый тюлень, или тевя́к (лат. Halichoerus grypus) — вид настоящих тюленей, единственный представитель одноимённого рода.

## Характеристика
Длина самцов — около 2,5 м (редко — до 3 м и более), самок — 1,7—2 м. Масса самцов — до 300 кг и более, а самок — 100—150 кг. Морда удлинённая, окрас серый или тёмно-бурый, иногда почти чёрного цвета, брюхо — светлое. Половая зрелость у самцов наступает после 6—7 лет, у самок — в 3—5 лет. Срок беременности — 11—11,5 месяцев. Новорождённые детёныши — белые. Через несколько недель после родов самка может вновь спариваться. Питаются тюлени в основном рыбой (до 5 кг в день) — тресковыми, камбалой, лососёвыми, сельдями, скатами, реже — крабами и мелкими кальмарами.

## Распространение
Ареал вида — умеренные воды северной Атлантики, в Америке — побережье от Новой Англии до Лабрадора и юга Гренландии, наибольшая колония — на острове Сейбл близ Новой Шотландии. В Европе — побережье Исландии, Британских островов, Норвегии и Кольского полуострова. В Балтийском море обитает отдельный подвид — Halichoerus grypus macrorhynchus. На юге представители вида замечены вплоть до Виргинии (в Европе — в Бискайском заливе), на севере тевяки могут встречаться до Новой Земли. Тюлени предпочитают пустынные скалистые берега, у берегов Канады часто залегает на льдах. Численность популяции вида оценивается в 120—170 тысяч голов, балтийского подвида — в 7—8 тысяч.

## Охрана
В международном охранном статусе серый тюлень имеет низкую степень угрозы существованию, однако, в России и в штатах США Мэн и Массачусетс является охраняемым видом.
Центр спасения тюленей в России, Санкт-Петербург https://vk.com/sealrescue

## Галерея

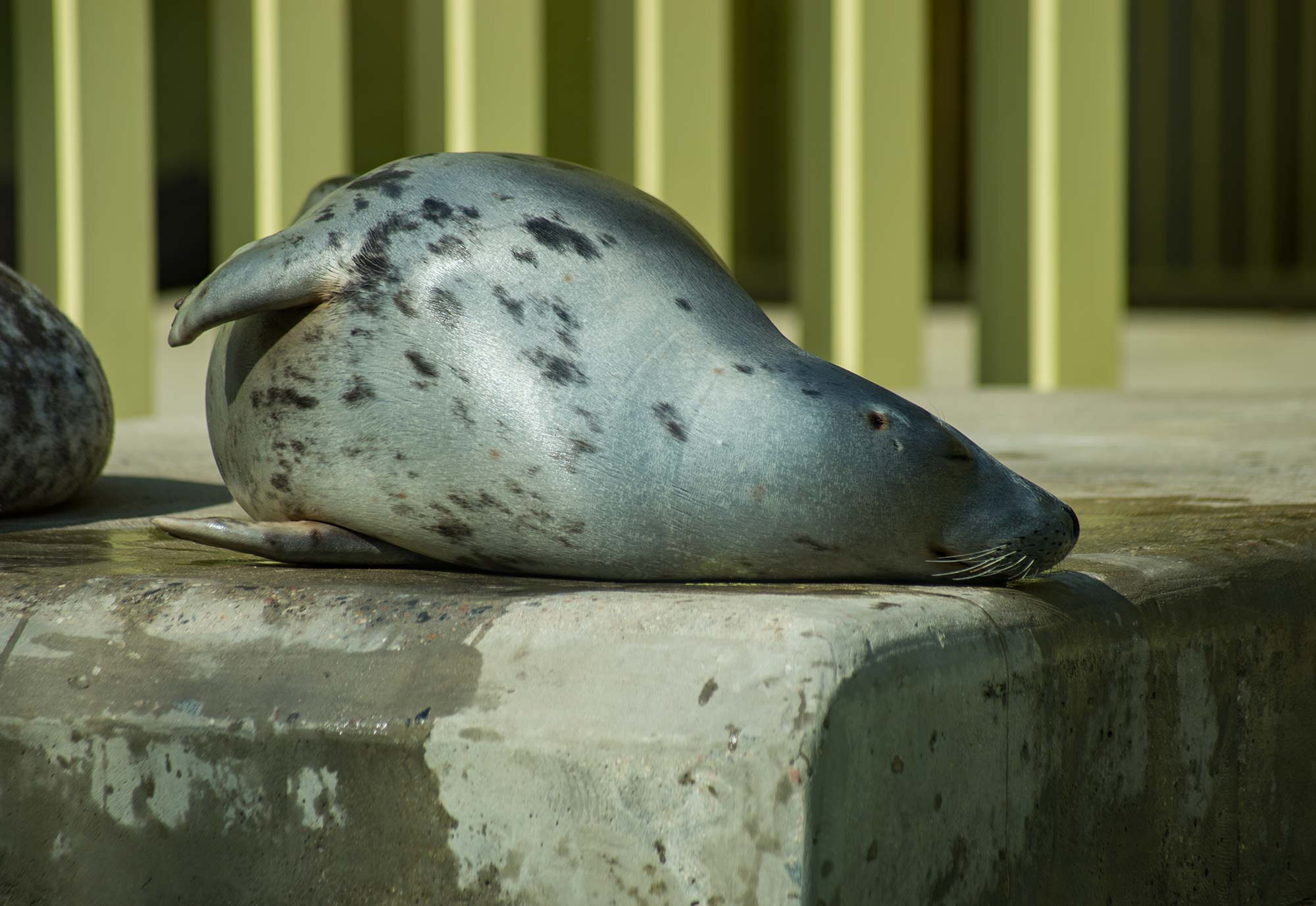
Серый балтийский тюлень в Московском зоопарке
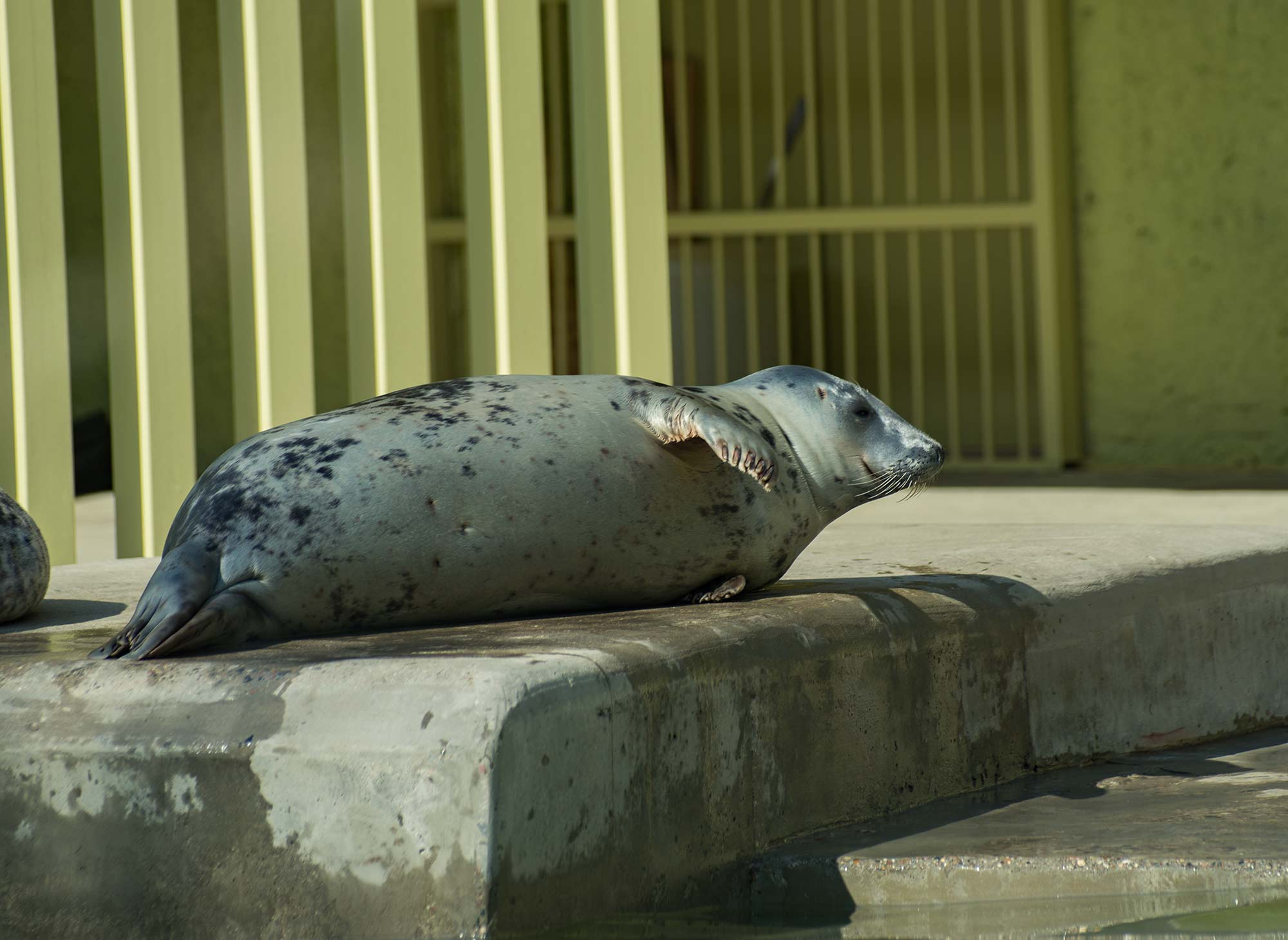
Серый балтийский тюлень в Московском зоопарке
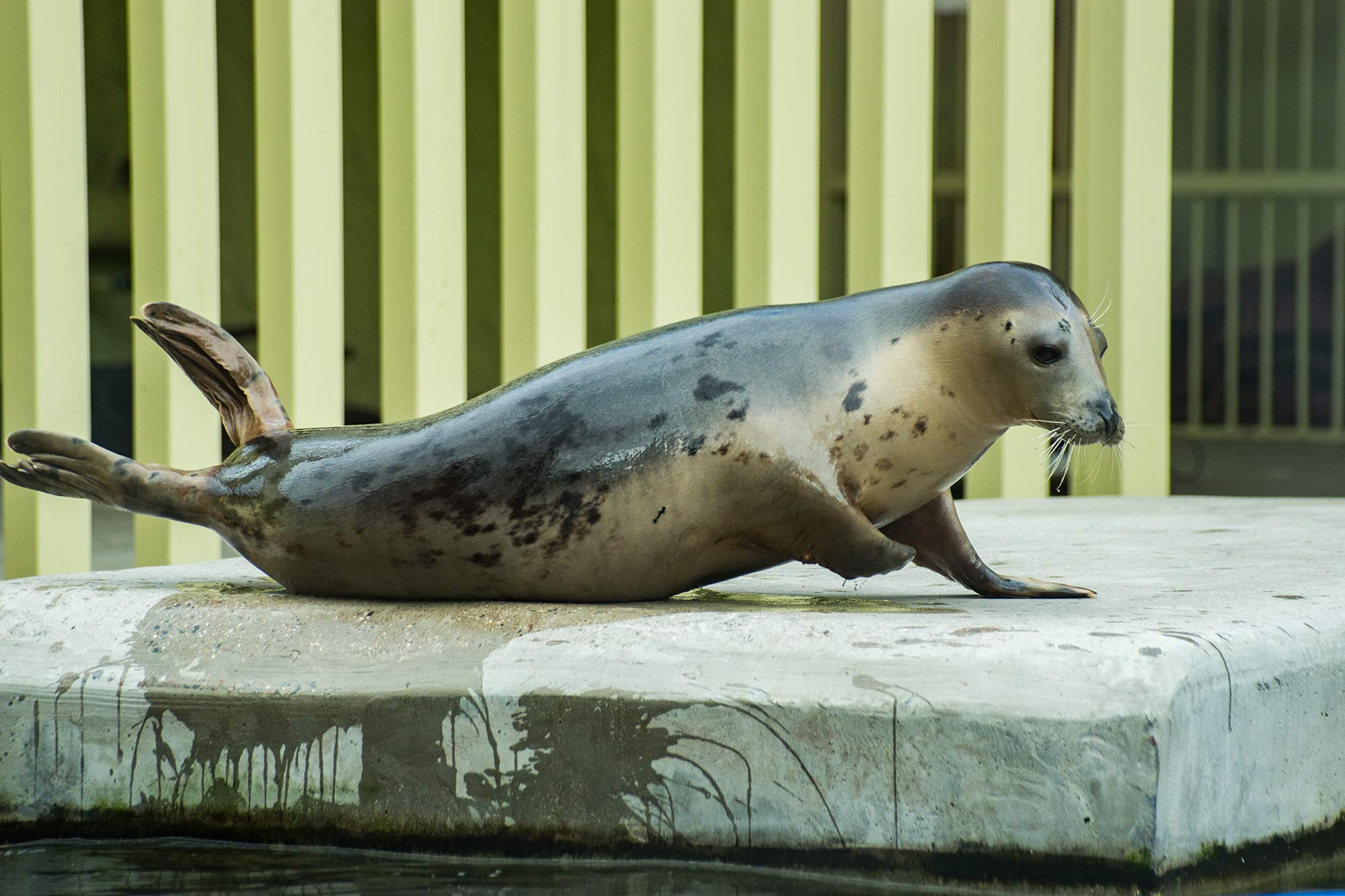
Серый балтийский тюлень в Московском зоопарке
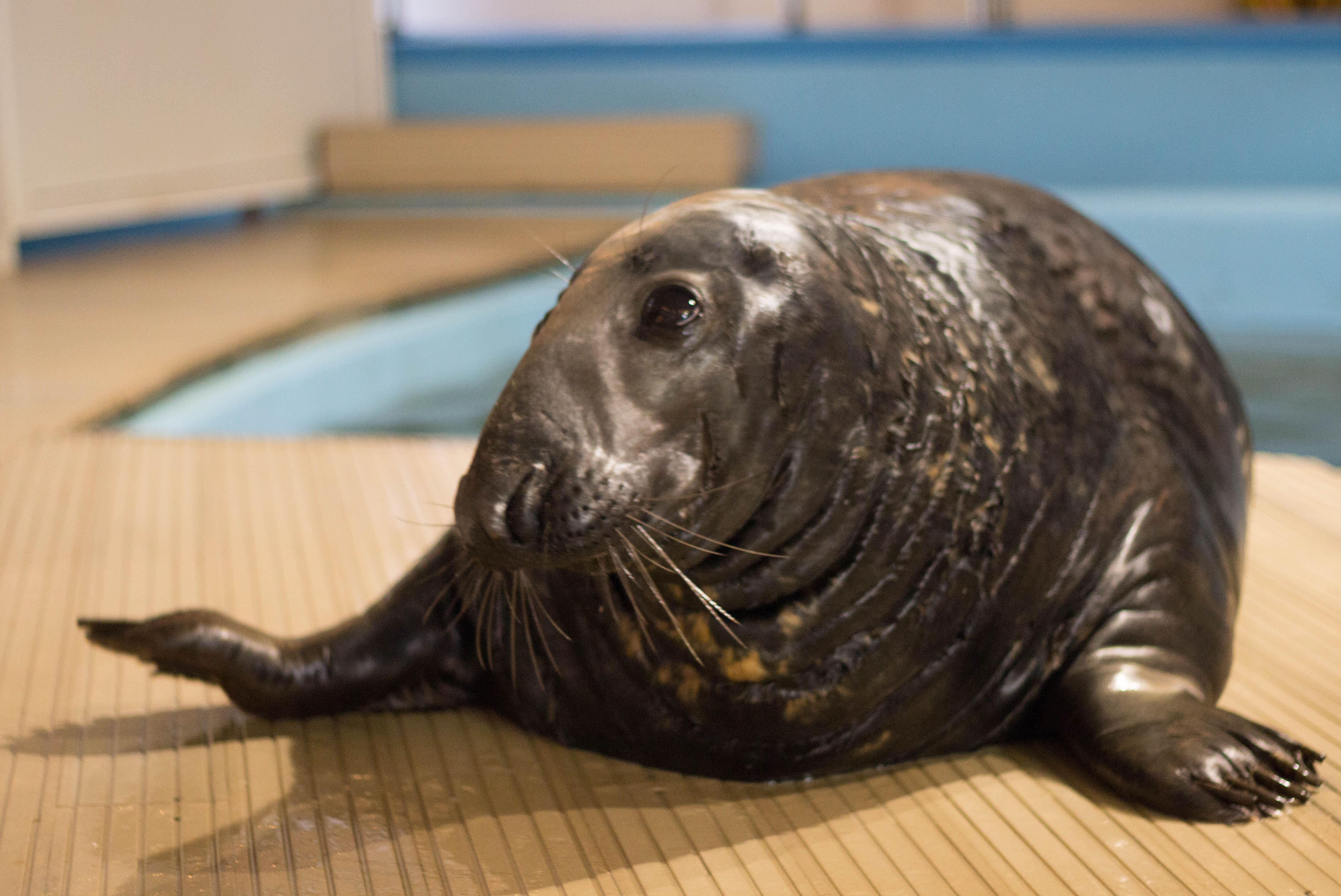
Серый атлантический тюлень в Мурманском океанариуме